# Eriolus falcatus
Eriolus falcatus är en insektsart som beskrevs av Henri Saussure och Francois Jules Pictet de la Rive 1898. Eriolus falcatus ingår i släktet Eriolus och familjen vårtbitare. Inga underarter finns listade i Catalogue of Life.